# 롯폰기

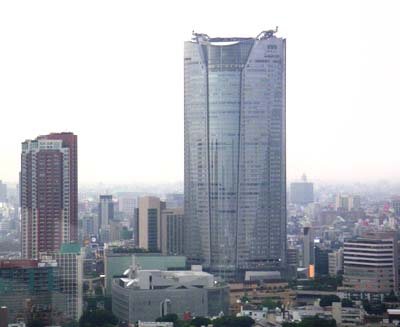
롯폰기 힐스

롯폰기(六本木, 문화어: 롭뽕기)는 도쿄도의 미나토구에 있는 지역이다. 잘 사는 동네이자 번화가인데, 서울의 이태원, 압구정동, 신사동, 문정로데오거리를 합쳐놓은 것과 비슷하다. 롯폰기 힐스가 위치한 지역이며, 나이트 클럽 활동이 활발하다.

## 역사

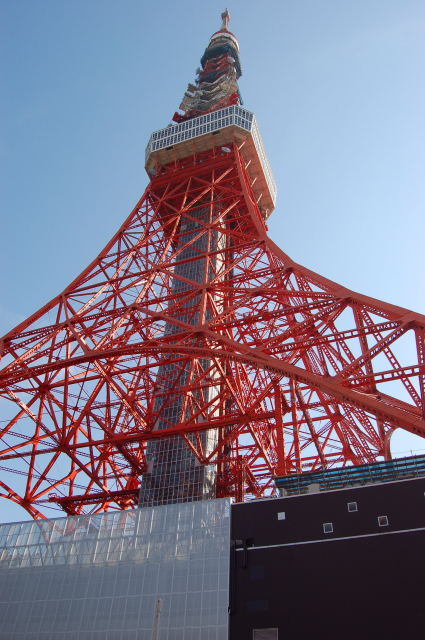
도쿄 타워

1660년대부터, '롯폰기'(일본어: 六本木)로 불리기 시작했는데, 이름의 뜻을 해석하자면 "나무 6그루"라는 뜻이다. 여기에는 6그루의 소나무가 있었기 때문에 이 이름이 유래했다는 설, 에도 시대의 아오키(青木) 가문, 히토쓰야나기(一柳) 가문, 우에스기(上杉) 가문, 가타기리(片桐) 가문, 구쓰키(朽木) 가문, 다카기(高木) 가문 등 여섯 군데의 다이묘 가문에게 주어진 택지가 있어, 각 가문의 한자 표기에 들어 있는 나무 목(木)을 따서 '롯폰기'란 이름이 유래했다는 설 등이 있다.
1890년, 일본제국 육군 보병 3연대가 롯폰기 근처로 와서 주둔하였다. (현재 그곳은 《Stars and Stripes》라는 신문의 태평양 지부로 쓰이고 있다.) 군인들이 모여들었기 때문에, 야간 유흥업이 발달하기 시작하였다.
1878년부터 1947년까지 행정상으로는 아자부구의 일부였다.

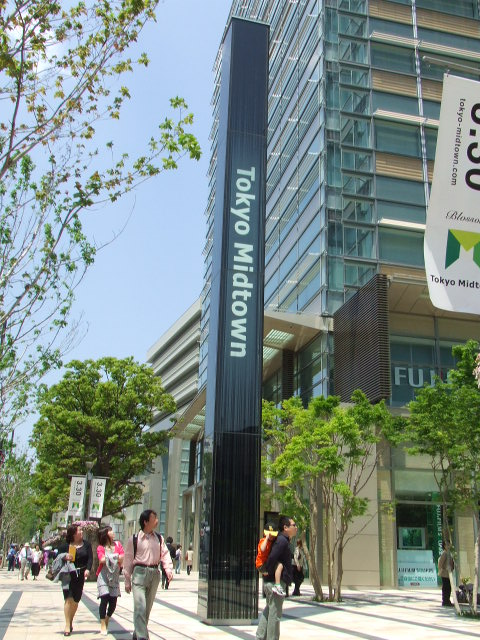
도쿄 미드타운

제2차 세계 대전 중 이 지역은 폭격을 받아 파괴되었다. 종전 후, 미국 육군 및 연합군 관리가 이 지역에 여러 행정 관련 시설을 건설하였다. 이 때부터 이 지역이 외국인에게 알려지기 시작했다. 이 근처에 여러 미군 기지 및 시설이 들어섰다. 그 중 하디 바락(Hardy Barracks)이 가장 유명했다. 미군 기지 때문에, 이 지역에는 서양 물품을 파는 가게, 주점, 서양식 음식점들이 번창했으며, 심지어는 사창가, 호스티스 바들도 성업하였다.
1960년대 말부터, 롯폰기 지역에서 디스코가 유행했으며, 그 까닭에 이 지역이 일본인들과 외국인들에게 유명해졌다. 도쿄의 주요 연예인 및 매스컴 관계자들을 불러모았으며, 도쿄의 대표적인 밤놀이 지역이 되었다. 또한 외국 대사관과 외국계 기업이 많았기 때문에 외국인들이 즐겨 찾았다. 하지만, 1989년부터 시작된 버블 경제 붕괴 및 불황 탓에 많은 댄스 클럽들이 문을 닫았다.
2002-2003년 경, 이즈미 가든 타워와 롯폰기 힐즈라는 고층 복합 건물이 들어섰으며, 이에 이 지역의 경기가 다시 살아났다. 롯폰기에 최초로 생긴 최신식 사무실과 콘도미니엄 공간이었다.
이 지역에는 유명 백화점은 없으나, 롯폰기 힐즈, 도쿄 미드타운, 샘가든 타워 등의 복합 건물이 번화가를 이룬다. 롯폰기 1가에는 스페인 대사관, 스웨덴 대사관 등의 외국 공관, 롯폰기 7가에는 미군 시설(헬리포트, 《Stars and Stripes》신문사 등)이 있어 외국인의 모습이 많이 눈에 띈다. 외국인을 위한 음식점의 수도 많다.

## 번화가

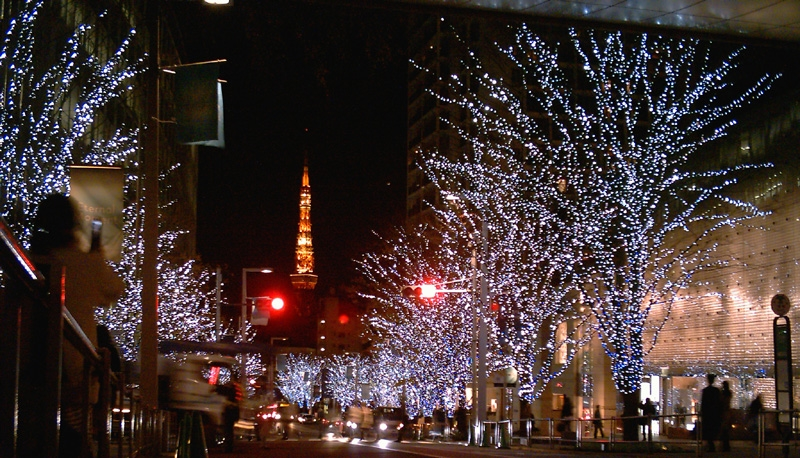
2006년 크리스마스, 롯폰기 힐즈

1950년대, 텔레비전 방송국이 개국하였다. 연예인들이 출입하는 이 지역의 가게가 점점 유명해지기 시작하였다. 결국, 현재와 같이 바, 클럽, 카바레식 클럽 등이 들어서면서 히야시다치 번화가를 형성하였다.
회사원, 금융 서비스업 종사자 뿐만 아니라 휴가 나온 군인에게도 인기가 높다.
과거에는, 야쿠자가 활발히 활동했던 지역으로 유명했다. 야쿠자들은 롯폰기 지역 시설을 그 자신이 이용하거나, 클럽이나 바를 소유하기도 했었다. 비록 아직 야쿠자의 영향력이 좀 남아 있기는 하나, 최근, 대부분의 야쿠자들은 도쿄의 다른 지역으로 활동 지역을 옮겨간 것으로 사람들은 추정하고 있다.

## 롯폰기에 근거를 둔 회사

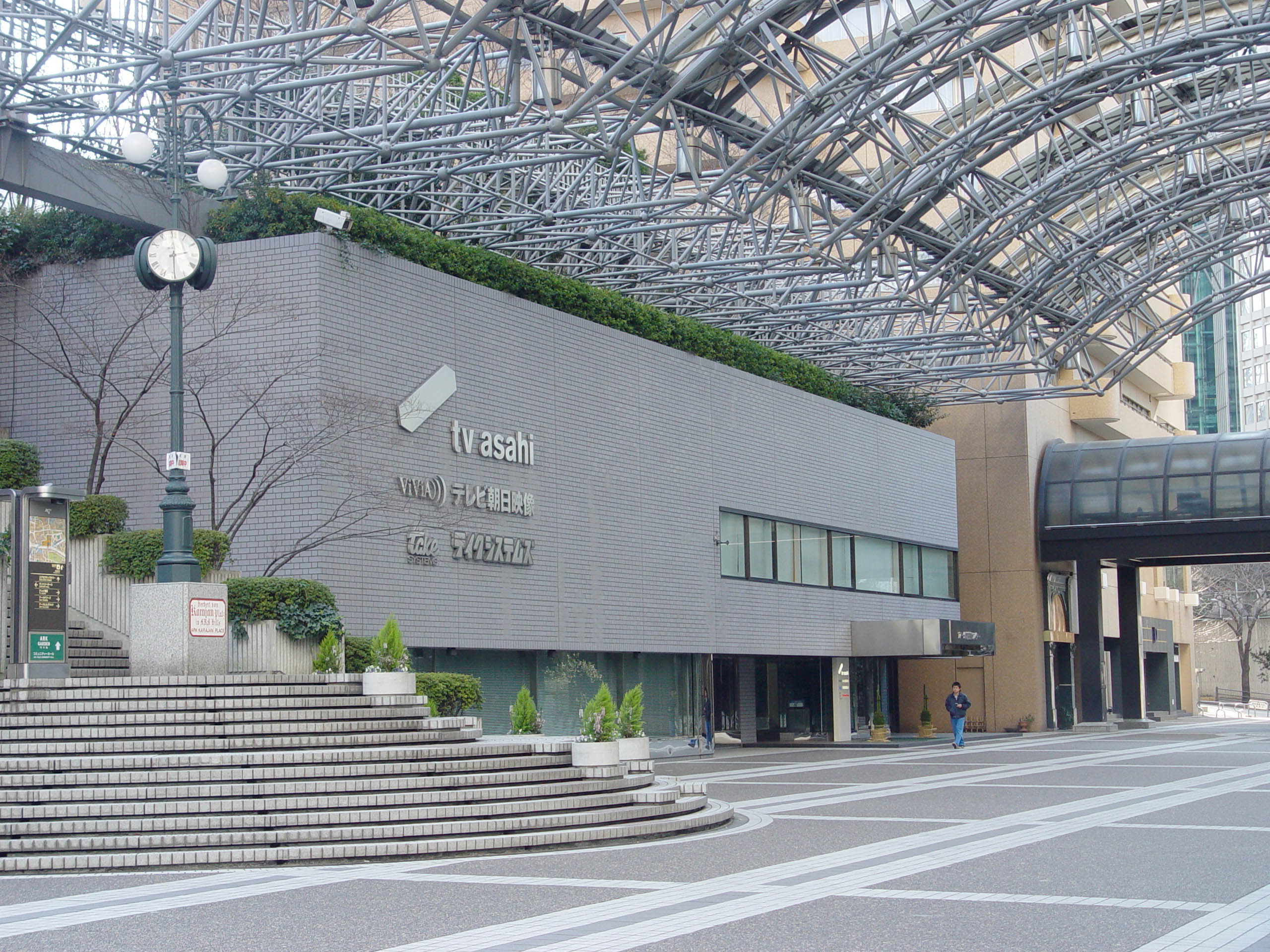
TV아사히.

- Anderson Mori & Tomotsune
- Genco
- 라이브도어
- 라쿠텐
- TV아사히
- 야후! 재팬
- 포켓몬

수많은 유럽 기업이 일본 사무소를 롯폰기에 두고 있다. 투자 은행인 크레디 스위스, 골드만삭스, 리만 브라더스, 로펌 Allen & Overy, Davis Polk & Wardwell, Orrick, Herrington & Sutcliffe 그리고 Skadden, Arps, Slate, Meagher & Flom 등이다.

## 유명 건물
- 아크힐즈
- R버거
- 마후 경찰서
- 아트리에폰티누
- 아만드
- 샘가든 타워
- 이나가와회
- 베르파레(2006년 말 폐점)
- 그랜드하얏트 도쿄
- 국제 문화 회관
- 자유극장(폐관)
- 대사관
  - 사우디아라비아
  - 싱가폴
  - 스웨덴
  - 스페인
  - 필리핀
- TSK•CCC터미널 빌딩
- 테이크 시스템즈
- 테레비 아사히
- 도쿄 미드타운
- 돈키호테 롯폰기점
- 배우좌 극장(일본어: 俳優座劇場)
- 호텔 아이비스 롯폰기
- 롯폰기 힐즈
- 롯폰기 프린스 호텔